# SN 2003S
SN 2003S – supernowa typu Ia odkryta 24 stycznia 2003 roku w galaktyce M+09-22-94. W momencie odkrycia miała maksymalną jasność 18,00m.